# Рассвет (Тимирязевский район)
Рассвет (каз. Рассвет) — село в Тимирязевском районе Северо-Казахстанской области Казахстана. Входит в состав Тимирязевского сельского округа. Код КАТО — 596230200.

## История
Указом ПВС Казахской ССР от 16.08.1971 года посёлку отделения № 2 совхоза «Тимирязевский» присвоено наименование село Рассвет.

## Население
В 1999 году население села составляло 173 человека (84 мужчины и 89 женщин). По данным переписи 2009 года, в селе проживало 66 человек (38 мужчин и 28 женщин).